# Junín (Kolumbia)
Junín – miasto w Kolumbii, w departamencie Cundinamarca.